# Ī̧́
Ī̧́ (minuscule : ī̧́), appelé I macron accent aigu cédille, est une lettre latine utilisée dans la romanisation de l’alphabet grec.
Il s’agit de la lettre I diacritée d’un macron, d’un accent aigu et d’une cédille.

## Utilisation
Le ī̧́ est utilisé par certains auteurs comme translittération latin de l’êta oxia et iota souscrit ‹ ῄ › grec.
La Bibliothèque nationale de France l’utilise notamment dans la romanisation du grec suivant la ISO 843 dans son catalogue

## Représentations informatiques
Le I macron accent aigu cédille peut être représenté avec les caractères Unicode suivants : 
- composé et normalisé NFC (latin étendu A, diacritiques) :

| formes    | représentations | chaînes de caractères | points de code | descriptions                                                                 |
| --------- | --------------- | --------------------- | -------------- | ---------------------------------------------------------------------------- |
| capitale  | Ī̧́               | Ī◌̧◌́                   | U+012A U+0301  | lettre majuscule latine i macron diacritique cédille diacritique accent aigu |
| minuscule | ī̧́               | ī◌̧◌́                   | U+012B U+0301  | lettre minuscule latine i macron diacritique cédille diacritique accent aigu |

- décomposé et normalisé NFD (latin de base, diacritiques) :

| formes    | représentations | chaînes de caractères | points de code              | descriptions                                                         |
| --------- | --------------- | --------------------- | --------------------------- | -------------------------------------------------------------------- |
| capitale  | Ī̧́               | I◌̧◌̄◌́                  | U+0049 U+0327 U+0304 U+0301 | lettre majuscule latine e diacritique macron diacritique accent aigu |
| minuscule | ī̧́               | i◌̧◌̄◌́                  | U+0069 U+0327 U+0304 U+0301 | lettre minuscule latine e diacritique macron diacritique accent aigu |

## Sources
- Bibliothèque nationale de France, « Translittération du grec », sur Kitcat : portail d’aide au catalogage de la BnF